# 袁泰
袁泰（14世纪？—1392年），蒲州万泉（今山西省万荣县）人，明朝官员，進士。
洪武四年（1371年），袁泰中進士。任酃縣縣丞，改罗山县。后累任右副都御史。为官谦直严谨，秉公执法，百姓爱戴。因遭解縉彈劾，而結仇。后病亡，皇帝派使者祭祀。

## 延伸阅读
[在维基数据编辑]
 《國朝獻徵錄·卷之五十四》，出自焦竑《國朝獻徵錄》